# Wannabe
„Wannabe“ е дебютният сингъл на английската поп група Spice Girls, издаден на 26 юни 1996.
Песента се задържа седем седмици на първо място в класацията за сингли на Великобритания UK Singles Chart. През януари 1997 г. излиза в САЩ, където оглавява класацията Billboard Hot 100 в продължение на четири седмици. Сингълът заема челни позиции в музикалните класации в над 30 страни. Това е най-добре продаваният сингъл от изцяло женска група — с над шест милиона продадени копия в света. Най-голямо соло в песента получава Мелани Браун, а най-малко Виктория, за което е била сърдита известно време.

## Списък

### Британско (част 1), Австралийско, Бразилско, Европейско и Японско CD
1. „Wannabe“ (сингъл редактиран) – 2:52
2. „Bumper to Bumper“ – 3:43
3. „Wannabe“ (вокален трясък) – 6:20

### Британско CD (част 2)
1. „Wannabe“ (сингъл редактиран) – 2:52
2. „Wannabe“ (Dave Way Alternative Mix) – 3:27
3. „Wannabe“ (дублиращ трясък) – 6:25
4. „Wannabe“ (инструментал) – 2:52

### Европейско (част 2) и Американско CD
1. „Wannabe“ (сингъл редактиран) – 2:52
2. „Bumper to Bumper“ – 3:43

### Британска и Австралийска касета
1. „Wannabe“ (сингъл редактиран) – 2:52
2. „Bumper to Bumper“ – 3:43
3. „Wannabe“ (вокален трясък) – 6:20

### Европейски 12-inch vinyl сингъл
A1 „Wannabe“ (вокален трясък) – 6:20
B1 „Wannabe“ (дублиращ трясък) – 6:25
B2 „Wannabe“ (инструментален трясък) – 6:20

### Американски 12-inch vinyl сингъл
A1 „Wannabe“ (Junior Vasquez 12-inch Club Mix) – 9:20
A2 „Wannabe“ (вокален трясък) – 6:20
B1 „Wannabe“ (Junior Vasquez Club Dub) – 9:20
B2 „Wannabe“ (дублиращ трясък) – 6:25
B3 „Wannabe“ (сингъл редактиран) – 2:52

### Дигитално EP
1. „Wannabe“ (сингъл редактиран) – 2:54
2. „Bumper to Bumper“ – 3:42
3. „Wannabe“ (Motiv 8 Dubslam Mix) – 6:25
4. „Wannabe“ (Motiv 8 Vocal Slam Mix) – 6:21
5. „Wannabe“ (Dave Way Alternative Mix) – 3:25
6. „Wannabe“ (инструментал) – 2:52

### Wannabe 25 EP
1. „Wannabe“ – 2:56
2. „Wannabe“ (Junior Vasquez Remix Edit) – 5:57
3. „Wannabe“ (демо) – 2:58
4. „Feed Your Love“ – 5:13